# Ballophilus polypus
Ballophilus polypus är en mångfotingart som beskrevs av Carl Graf Attems 1907. Ballophilus polypus ingår i släktet Ballophilus och familjen Ballophilidae. Inga underarter finns listade i Catalogue of Life.